# Henri Loeb
Pour les articles homonymes, voir Loeb.
Henri Loeb (né le 5 octobre 1805 à Ungstein (de) (Bad Dürkheim), en Bavière rhénane,  en Allemagne et mort le 13 janvier 1890 à Saint-Gilles-lez-Bruxelles est grand-rabbin de Belgique de 1834 à 1866.

## Biographie
Henri Loeb est né le 5 octobre 1805 à Ungstein (Bad Dürkheim), en Bavière rhénane,  en Allemagne.

## Œuvres
- Chemin de la foi, à l'usage des écoles élémentaires du culte israélite. Bruxelles, Louis Hauman & Cie, 1835[1].
- Lettre. Archives israélites: 1843, volume 4, p. 362-365[2].